# Bransouze
Bransouze – gmina w Czechach, w powiecie Třebíč, w kraju Wysoczyna. 1 stycznia 2014 liczyła 247 mieszkańców.
W miejscowości jest stacja kolejowa Bransouze.